# Исхаки, Гаяз
Гая́з Исхаки́ (Иделле, тат. Ğayaz İsxaqıy, Гаяз Исхакый, 10 [22] февраля 1878, Кутлушкино, Казанская губерния, Российская империя — 22 июля 1954, Анкара, Турция) — деятель татарского национального движения, писатель, публицист, издатель и политик.

## Биография

### Происхождение

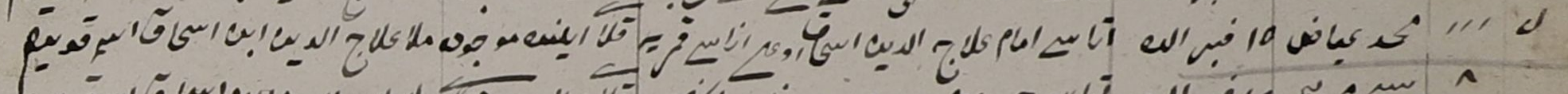
Запись о рождении Гаяза Исхаки в метрической книге 1878 года села Кутлушкино

Родился в деревне Яуширма (ныне село Кутлушкино Чистопольского района Татарстана). Происходил из татар-мишар.
Учился в медресе города Чистополя и Казани. В 1899 году поступил в русскую учительскую школу г. Казани. Гаяз Исхаки начал свою литературную деятельность в конце XIX века. Его первое произведение «Радости познания» вышло в свет в 1896 году. В последующие годы он написал такие произведения, как «Девушка из шапочной мастерской», «Дочь нищего», «Сын богача», «Две любви» и другие романы и драмы.
После революции 1905 года, то есть после получения свободы печати и слова его литературная деятельность особенно усилилась. Он написал большинство своих произведений именно в этот период — с 1905 до 1917 года. За эти годы он написал около 30 романов, драм и рассказов. Наиболее известными его произведениями этого периода являются «Ад», «Жизнь ли это?», «Мулла бабай», «Солдат», «Бредни», «Зулейха», «Учительница» и другие. Классические драмы «Зулейха» и «Учительница» ставились на сценах татарских театров вплоть до 1923 года, когда советское руководство узнало о его эмиграции и антибольшевистской деятельности. Впоследствии издание его произведений было запрещено. В своих произведениях досоветского и советского периодов он описывал быт, нравы и обычаи татарского народа и его героическую борьбу против национального угнетения со стороны царского правительства и самих русских. Он призывал народ к культуре, свободе, к борьбе против притеснений и несправедливости.

### В России

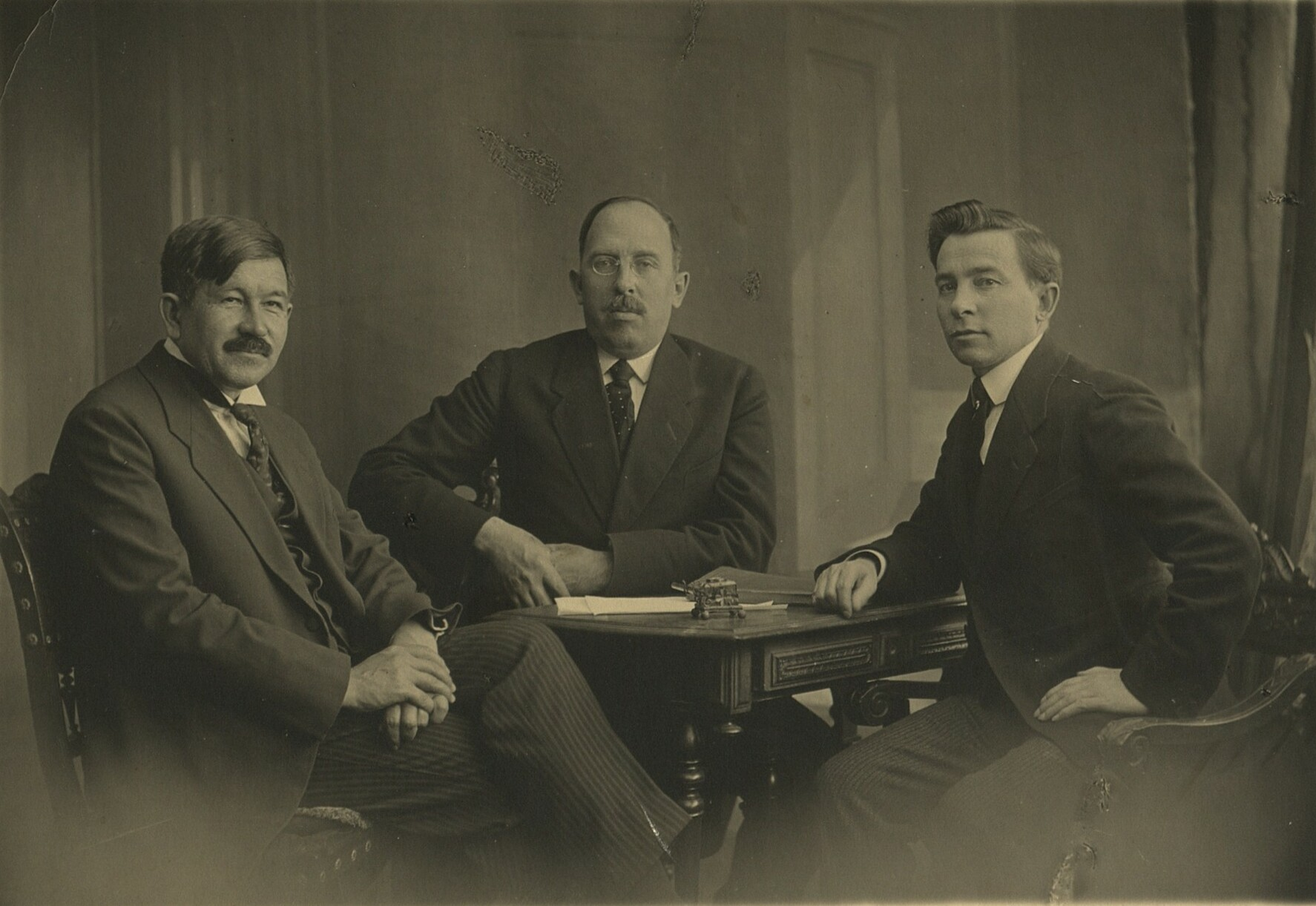
Лидеры татарского национального движения — Гаяз Исхаки, Садри Максуди, Фуад Туктаров

В мае 1917 года в Москве состоялся первый Всероссийский съезд мусульман. Гаяз Исхаки принимал активное участие в подготовке и проведении этого съезда. На этом конгрессе была принята резолюция азербайджанского деятеля Мамед Эмина Расул-Заде о территориальной автономии для тюрко-мусульманских народов в составе федеративной демократической России. По предложению Гаяза Исхаки на конгрессе был учреждён Центральный Национальный Совет. Этому Совету было поручено разрешение культурных, национальных, религиозных и политических задач тюрко-мусульманских народов бывшей империи.
С 21 по 31 июля 1917 года в Казани проходили заседания одновременно трёх конгрессов: Военного Совета мусульман России, конгресса духовенства и Второго общемусульманского конгресса. На совместном курултае этих трёх конгрессов, в организации и проведении которого большую роль сыграли Садри Максуди и Гаяз Исхаки, 23 июля 1917 года было объявлено создание национально-культурной автономии татар Поволжья и Урала.
20 ноября 1917 года в Уфе собралось национальное собрание для окончательного учреждения национальной государственности татар. Здесь было создано национальное управление, которое состояло из шести комиссий. Гаязу Исхаки было поручено руководство внешне-политической комиссией. После занятия большевистскими войсками в апреле 1918 года городов и сёл Татаро-Башкирии, Национальное Управление было ликвидировано. Типографию и редакционное имущество газеты Гаяза Исхаки «Ил» (Страна) большевики конфисковали. Исхаки был вынужден уйти в подполье.

### В период гражданской войны
Летом 1918 года части чехословацкого корпуса выгнали большевиков из Поволжья и Урала. Национальное Управление, при активном участии в его руководстве Гаяза Исхаки, возобновило свою работу в Уфе. В Казани в августе 1918 года была организована татарская народная армия. Однако, татаро-башкиры, занявшие позицию против большевиков, оказались в трагическом положении из-за враждебного отношения к ним со стороны адмирала Колчака. Колчак запретил деятельность членов Национального Управления.
После вторичного занятия Поволжья и Урала большевиками, деятельность Национального Управления переносится под руководством Исхаки в Сибирь, в город Петропавловск, где татары составляли значительную часть населения. В Петропавловске Гаяз Исхаки начинает издавать газету «Маяк». В 1920 году, после окончательного установления власти большевиков в Поволжье и на Урале, Гаяз Исхаки был вынужден покинуть свою страну.

### В эмиграции

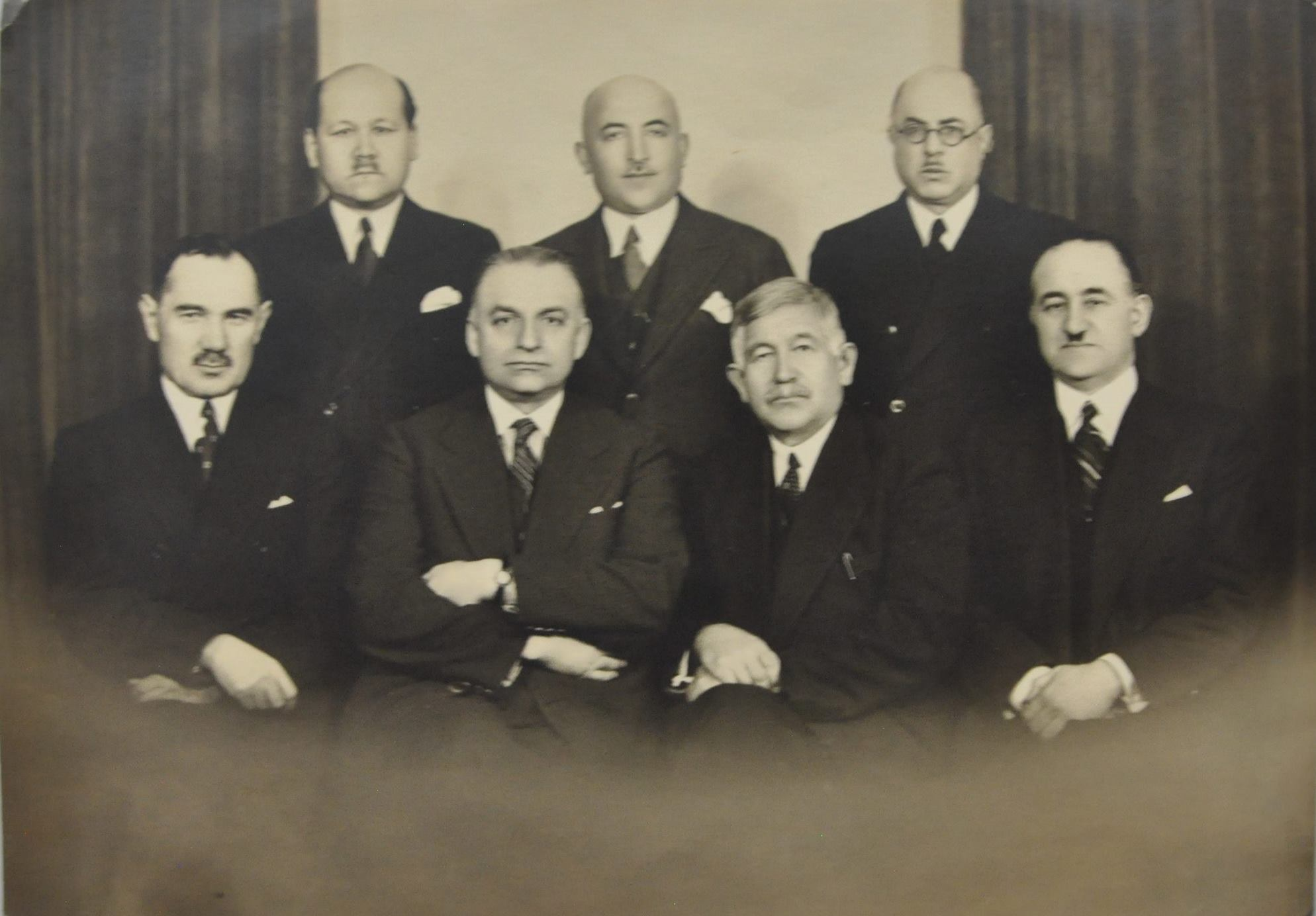
Лидеры политэмиграции тюркских и кавказских народов в Польше, 1930-е гг.
Сидят (слева): Магомет Гирей Сунш, Джафер Сейдамет Кырымер, Гаяз Исхаки, Мамед Эмин Расулзаде.
Стоят (слева): Мустафа Шокай, Мустафа Векилли, Таусултан Шакман

В эмиграции Гаяз Исхаки занимался в основном политической работой, но и не прекращал свою литературную деятельность. Наиболее известными произведениями, написанными в эмиграции, являются драмы «Между двух огней» и «На волнах», романы и рассказы «По дороге домой», «Осень», «Великий праздник» и комедия «Жан Байвич». В этих произведениях основным лейтмотивом является притеснение татарского народа царским правительством, угнетённое состояние татар и их трагическая судьба в России.
В 1928 году он начал издавать в Берлине журнал «Милли юл» (Национальный путь). Этот журнал, на основе очень богатых материалов, анализировал политику большевиков в Татарской и Башкирской республиках.
В 1934—1938 годах Гаяз Исхаки совершил поездку по Маньчжурии, Корее, Японии, Аравийскому полуострову и Финляндии. В этих странах он проводил работу по организации татарских эмигрантов. Во время своего пребывания на Дальнем Востоке, где тогда проживала значительная часть эмигрантов-татар, Исхаки организовал издание газеты «Милли байрак» (Национальное знамя). Созванный в это время на Дальнем Востоке Национальный Курултай избрал Гаяза Исхаки председателем Национального Совета.
В городе Мукдене (Маньчжоу-Го) в феврале 1935 года по его инициативе был созван Мукденский конгресс.

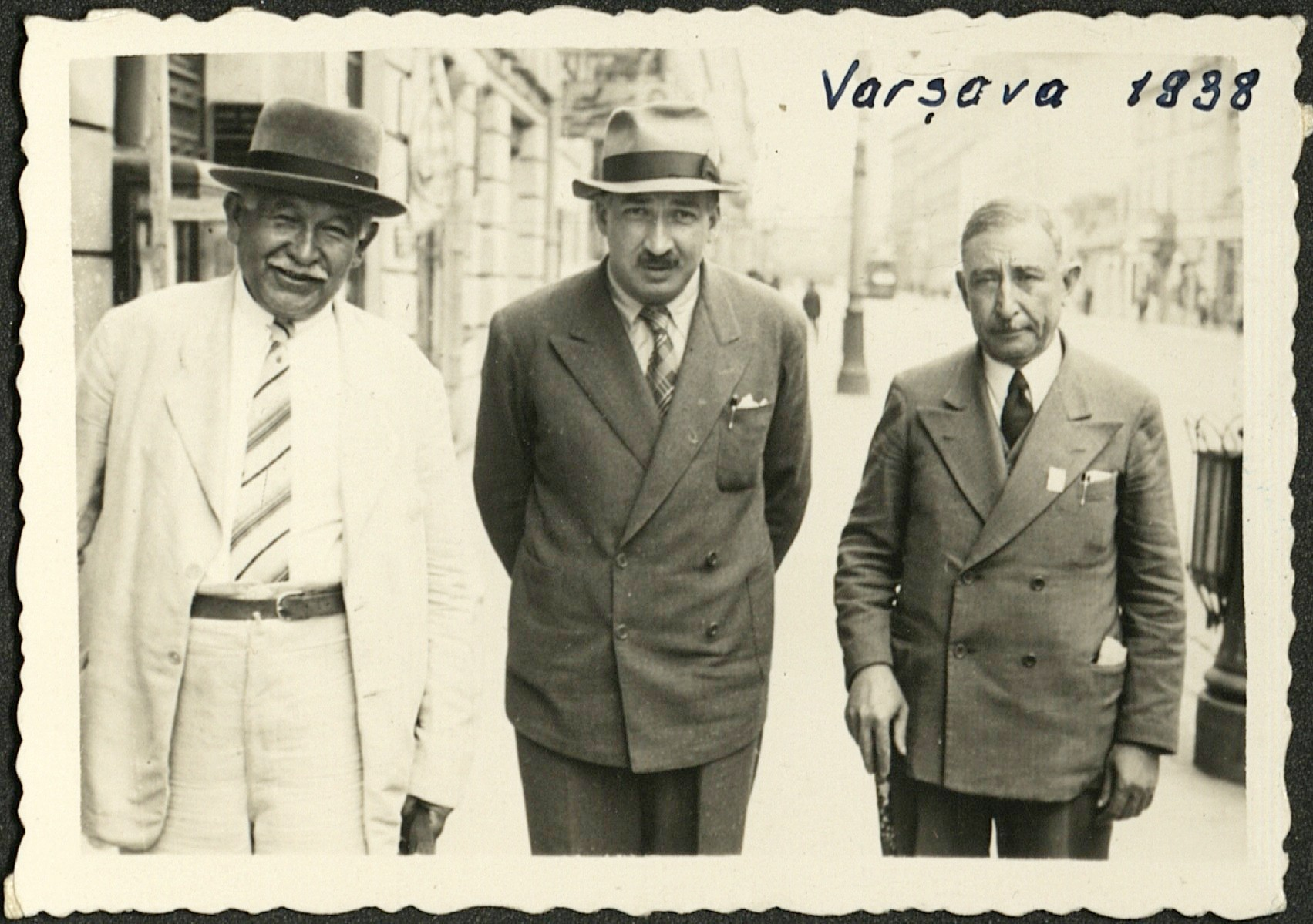
Гаяз Исхаки, северокавказский эмигрант Саид Шамиль и узбекский эмигрант Усман Ходжа в Варшаве. 1938 год.

Во время поездки в Польшу Гаяз Исхаки активно участвовал в деятельности Варшавской организации «Прометей», чьим девизом был знаменитый лозунг «За вашу и нашу свободу!». До начала Второй мировой войны «Прометей» являлся координационным центром антибольшевистского освободительного движения ряда народов. Советско-германский пакт о взаимном ненападении, а также последовавшее за этим расчленение Польши временно приостановили политическую деятельность Исхаки. Участники организации «Прометей» были вынуждены покинуть Варшаву. Журнал «Милли юл» в Берлине был закрыт в сентябре 1939 года распоряжением германского правительства.

### В Турции
Позже Гаяз Исхаки переселился в Турцию, где продолжил свою политическую и литературную деятельность. В течение пятидесятилетней политической, публицистической и литературной деятельности Гаяз Исхаки стал инициатором издания свыше десяти татарских газет и журналов и написал около пятидесяти литературных и публицистических произведений.
Гаяз Исхаки скончался в Анкаре, а похоронен был на кладбище Эдернекапы (Стамбул, Турция).

## Память
Трагедия Гаяза Исхаки «Зулейха» после длительного перерыва была вновь поставлена Татарским академическим театром имени Г. Камала в 1992 году с музыкой Султана Габяши по частично сохранившемуся клавиру (партитура утеряна).
В 1993 году в селе Кутлушкино Чистопольского района Республики Татарстан был открыт Историко-мемориальный и этнографический музей Гаяза Исхаки.
В 2005 году на казанской киностудии «Рамай» по мотивам трагедии снят фильм «Зулейха» (режиссёр Рамиль Тухватуллин).
Именем Г. Исхаки названы улицы в Азнакаево, Чистополе, Сарманово и Казани.
В 2018 году в честь 140 летия со дня рождения писателя, татарская молодежь выпустила шоколадки с портретом Исхаки на обложке.
В 2020 году открыт портал Гаяза Исхаки, где в открытом доступе опубликованы 43 литературных произведения, более 300 публицистических статей, письма и воспоминания на татарском языке, 6 переводов произведений на русский и 7 на турецкий язык.